# The New Yorker
The New Yorker es una revista estadounidense semanal que publica críticas, ensayos, reportajes de investigación y ficción. Aunque se concentra preferentemente en la vida social de Nueva York, The New Yorker tiene una amplia audiencia fuera de esta ciudad debido a la calidad de sus periodistas. Es cosmopolita, con un carácter urbano acentuado por su sección Talk of the Town, con sus comentarios refrescantes sobre la vida en Nueva York, la cultura popular y las excentricidades estadounidenses, y el seco ingenio de sus sketches y famosas viñetas. 
A mediados del siglo XX popularizó el relato corto como una forma literaria. Fue la publicación que dio a conocer el cuento Brokeback Mountain de Annie Proulx, luego llevado al cine y multipremiado (tres premios Óscar y el León de Oro en Venecia). Dentro de la profesión periodística, The New Yorker disfruta de bastante reputación por tener los mejores equipos de editores y columnistas en la industria de las publicaciones.
Fue fundada el 21 de febrero de 1925 por Jane Grant, reportera de The New York Times y esposo Harold Ross, quien quería crear un humor sofisticado para la revista, lo que contrastaba con el humor de otras publicaciones como Judge, para la cual Ross había trabajado; para ello reclutó a la ácida plana mayor de la Mesa redonda del Algonquín. Junto a Raoul Fleishmann fundó la primera oficina en la 25 West 45th Street de Manhattan. Ross continuaría editando la publicación hasta su muerte en 1951. La primera portada de la revista fue ilustrada por Rea Irvin. El personaje llegó a convertirse en el símbolo de esta publicación y fue llamado «Eustace Tilley» por Corey Ford.
The New Yorker empezó con una tirada semanal. Ahora, publica 47 veces al año, de las cuales, cinco son bisemanales. The New Yorker, es una de las pocas revistas que cuenta en su plantilla con la figura de un verificador. Un verificador se encarga de analizar cada uno de los datos que serán publicados con el fin de no cometer errores o publicar informaciones falsas, asegurando así una información más fiable y de mayor calidad.

## Política interna
Tradicionalmente, la política de la revista ha sido liberal (en el sentido estadounidense del término). En la tirada del 1 de noviembre de 2004, rompió por primera vez la que hasta entonces había sido su norma durante sus ochenta años de historia y publicó un editorial, firmado por «los editores», en el que se criticaba específicamente las políticas de George W. Bush.
El 13 de octubre de 2008 publicaron otro largo editorial, también firmado por «los editores», en el que hablaban de Barack Obama y, a su vez, se criticaba tanto a George Bush como a John McCain.

## Estilo
Una característica poco común del estilo de la revista es el uso del signo de diéresis en palabras con doble vocal. Por ejemplo en «reëlected», «preëminent» y «coöperate—in», en las cuales las dos vocales indican sonidos separados. También continúa utilizando palabras actualmente poco usadas, como «focusses» y «venders».
La revista no indica los títulos de obras de teatro o libros con tipografía cursiva, sino entre comillas. Cuando se refiere a otras publicaciones que en su nombre incluyen lugares geográficos, solo utiliza itálica en la otra parte, como por ejemplo, en Los Angeles Times o en Chicago Tribune.
El tipo de letra utilizado en el cuerpo de texto de todos los artículos es Adobe Caslon.

## Público
Aunque sus contenidos suelen centrarse en la cultura de Nueva York, ésta también tiene una alta audiencia fuera de la ciudad que le da nombre. Y eso lo corroboran determinados informes. Como el que ha revelado que en 2004 tuvieron 996.000 suscriptores. Este número ha subido en un 3% anual desde entonces. Además, estas suscripciones han ido creciendo geográficamente. En 2003 había más suscriptores en California (167.000) que en Nueva York (166.000) por primera vez en su historia.
La edad media de sus suscriptores subió de los 46,8 años en 2004 a los 48,4 en 2005, comparándolo con el aumento de edad de la población estadounidense de los 43,88 a los 44,0, y el aumento de los 45,4 años a los 46,3 para los suscriptores de revistas de noticias.

## Influencia e importancia
The New Yorker influyó en varias revistas similares, entre ellas The Brooklynite (1926 a 1930), The Chicagoan (1926 a 1935) y The Boulevardier] (1927 a 1932) de París.
Kurt Vonnegut dijo que The New Yorker ha sido un instrumento eficaz para conseguir que un gran público aprecie la literatura moderna. Su entrevista de 1974 con Joe David Bellamy y John Casey contenía una discusión sobre la influencia de The New Yorker:

[E]l factor limitador [en literatura] es el lector. Ningún otro arte requiere que el público sea un intérprete. Tienes que contar con que el lector sea un buen intérprete, y puedes escribir música que no pueda interpretar en absoluto, en cuyo caso es un fracaso. Los escritores que has mencionado y yo mismo estamos enseñando al público a tocar este tipo de música en su cabeza. Es un proceso de aprendizaje, y The New Yorker ha sido una muy buena institución del tipo necesario. Tienen un público cautivo, y salen todas las semanas, y la gente finalmente capta a Barthelme, por ejemplo, y es capaz de interpretar ese tipo de cosas en su cabeza y disfrutarlas.

Tom Wolfe escribió sobre la revista: "El estilo del New Yorker era el de la subestimación pausada y serpenteante, divertida cuando era humorística, tautológica y litótica cuando era seria, constantemente amplificada, matizada, adumbrada, matizada y matizada, hasta que las páginas gris pálido de la revista se convirtieron en triunfos del alto barroco de la cláusula relativa y el modificador apositorio".
Joseph Rosenblum, al reseñar About Town, de Ben Yagoda, una historia de la revista desde 1925 hasta 1985, escribió: "The New Yorker creó su propio universo. Como escribió un viejo lector a Yagoda, era un lugar donde Peter DeVries ... levantaba eternamente una copa de Piesporter, donde Niccolò Tucci (con un smoking de terciopelo ciruela) flirteaba en italiano con Muriel Spark, donde Nabokov sorbía oporto de una copa prismática (mientras una Roja Admirable se posaba en su meñique), y donde John Updike tropezó con los zapatos suizos del maestro, excusándose encantadoramente.

## Comprobación de hechos
En 1927, The New Yorker publicó un artículo sobre Edna St. Vincent Millay que contenía múltiples errores factuales, y su madre amenazó con demandar a la publicación por difamación. En consecuencia, la revista desarrolló amplios procedimientos de confirmación de hechos, que se convirtieron en parte integral de su reputación ya en la década de 1940. En 2019, la Columbia Journalism Review afirmó que "ninguna publicación se ha identificado de forma más consistente con su rigurosa comprobación de hechos".
A partir de 2010, emplea a 16 verificadores de hechos.
Se han presentado al menos dos demandas por difamación por artículos publicados en la revista, aunque ninguna fue ganada por el demandante. Dos artículos publicados en 1983 por Janet Malcolm sobre el legado de Sigmund Freud dieron lugar a una demanda del escritor Jeffrey Moussaieff Masson, quien afirmaba que Malcolm había falsificado citas que se le atribuían.Tras años de procesos y apelaciones, un jurado falló a favor de Malcolm en 1994. En 2010, David Grann escribió un artículo para la revista sobre el experto en arte Peter Paul Biro que escudriñaba y expresaba escepticismo sobre los métodos declarados por Biro para identificar falsificaciones.  Biro demandó a The New Yorker por difamación, junto con otros múltiples medios de noticias que informaron sobre el artículo, pero el caso fue desestimado sumariamente..

## Colaboradores
- Joan Acocella - Crítica cultural
- Charles Addams - Dibujante
- Woody Allen - Humorista
- Roger Angell, Editor de ficción y escritor
- Peter Arno - Dibujante
- Hannah Arendt - Filósofa y Politóloga.
- Julian Barnes - Comentarista en Europa
- Robert Benchley, Humorista y crítica teatral
- Elizabeth Bishop - Poeta y ensayista
- Sidney Blumenthal - Editorialista
- Andy Borowitz - Humorista
- George Booth - Dibujante
- Truman Capote - Escritor y cronista social
- Raymond Carver - Escritor de relatos cortos
- John Cheever - Escritor de relatos cortos
- Sam Cobean - Dibujante
- John Henry Collier - Escritor de relatos cortos
- Robert Crumb - Dibujante
- Roald Dahl - Escritor de relatos cortos
- David Denby - Crítico cinematográfico
- Joan Didion - Ensayista
- Mark Danner - Corresponsal para asuntos exteriores
- E. L. Doctorow - Escritor de ficción
- Elizabeth Drew - Periodista
- Dave Eggers - Escritor
- Clifton Fadiman -- Crítico de libros
- James Fallows - Periodista
- Jules Feiffer - Dibujante
- Ian Frazier - Humorista y escritor de no ficción
- Veronica Geng - Humorista
- Wolcott Gibbs - Humorista y crítico
- Brendan Gill - Ensayista
- Malcolm Gladwell - Ensayista
- Jonah Goldberg - Comentarista social
- Paul Goldberger - Crítico arquitectónico
- Adam Gopnik - Periodista
- Philip Gourevitch - Periodista
- Miguel Covarrubias - Dibujante
- Alma Guillermoprieto - Periodista
- Emily Hahn - Periodista
- Lis Harris - Periodista
- Seymour Hersh - Premio Pulitzer Reportero de investigación
- Hendrik Hertzberg - Editorialista
- Shirley Jackson - Escritor de relatos cortos
- Federico Jordan - Dibujante
- Pauline Kael - Crítico cinematográfico
- Garrison Keillor - Humorista de radio
- Alex Kozinski - Ensayista
- A.J. Liebling - Crítico y periodista
- Janet Malcolm - Ensayista
- Joseph Moncure March - Editor
- Don Marquis - Dibujante
- Steve Martin - Humorista
- Jane Mayer - Periodista
- Bruce McCall - Humorista e ilustrador
- John McPhee - Escritor de no ficción
- Louis Menand - Crítico literario
- James Merrill - Poeta
- Joseph Mitchell - Escritor de no ficción
- John O'Hara - Escritor de relatos cortos
- Susan Orlean - Periodista
- Dorothy Parker - Poeta, humorista, crítica
- S. J. Perelman - Humorista
- George Price - Dibujante
- J. D. Salinger - Escritor de relatos cortos
- Simon Schama - Historiador
- John Seabrook - Periodista
- David Sedaris - Humorista
- Anne Sexton - Poeta
- Robert Sikoryak - Dibujante
- Otto Soglow -- Dibujante
- Susan Sontag - Escritora de relatos cortos
- Art Spiegelman - Premio Pulitzer Ilustrador
- William Steig - Dibujante
- Saul Steinberg - Ilustrador
- James Surowiecki - Columnista financiero
- James Thurber - Escritor de relatos cortos
- Calvin Trillin - Ensayista, humorista
- John Updike - Premio Pulitzer Ensayista, ficción
- Chris Ware - Dibujante
- E. B. White - Ensayista y editor
- Edmund Wilson - Crítico literario
- James Wood - Crítico literario
- James Wolcott - Crítico televisivo
- Alexander Woollcott - Crítico teatral
- Richard Yates - Escritor de ficción
- Malika Favre - Ilustradora

## Libros
- Ross and the New Yorker by Dale Kramer (1951)
- The Years with Ross by James Thurber (1959)
- Ross, the New Yorker and Me by Jane Grant (1968)
- Here at the New Yorker by Brendan Gill (1975)
- About the New Yorker and Me by E.J. Kahn (1979)
- Onward and Upward: A Biography of Katharine S. White by Linda H. Davis (1987)
- At Seventy: More about the New Yorker and Me by E.J. Kahn (1988)
- Katherine and E.B. White: An Affectionate Memoir by Isabell Russell (1988)
- Genius in Disguise: Harold Ross of the New Yorker by Thomas Kunkel (1997)
- Remembering Mr. Shawn's New Yorker: The Invisible Art of Editing by Ved Mehta (1998)
- Here But Not Here: My Life with William Shawn and the New Yorker by Lillian Ross (1998)
- The World Through a Monocle: The New Yorker at Midcentury by Mary F. Corey (1999)
- Gone: The Last Days of the New Yorker, by Renata Adler (2000)
- Letters from the Editor: The New Yorker's Harold Ross edited by Thomas Kunkel (2000; letters covering the years 1917 to 1951)
- Defining New Yorker Humor by Judith Yaross Lee (2000)
- NoBrow: The Culture of Marketing - the Marketing of Culture by John Seabrook (2000)
- New Yorker Profiles 1925-1992: A Bibliography compiled by Gail Shivel (2000)
- About Town: The New Yorker and the World It Made by Ben Yagoda (2000)
- A Life of Privilege, Mostly by Gardner Botsford (2003)
- Maeve Brennan: Homesick at the New Yorker by Angela Bourke (2004)

## Películas
Existen una serie de referencias a The New Yorker en diversas producciones cinematográficas:
- En Capote (2005) y Infamous (2006) retratan al exeditor William Shawn.
- La película The Swimmer (1968), en la que actúa Burt Lancaster, está basada en una historia escrita en la revista y cuyo autor es John Cheever.
- Otra película, Meet Me in St. Louis (1944), fue una adaptación de una historia corta de Sally Benson.
- La adaptación de Charlie Kaufman en 2002 de El ladrón de orquídeas, la primera obra que Susan Orlean escribió en esta revista.
- Brokeback Mountain (2005) es la adaptación de la pequeña historia escrita por Annie Proulx y que apareció por primera vez en el número del 13 de octubre de 1997.
- Lejos de ella, que debutó en el Festival Sundance de 2007, adaptada del relato «The Bear Came Over The Mountain» escrito por Alice Munro.